# Podział administracyjny Kościoła katolickiego w Ameryce Północnej

## Belize
- Diecezja Belize City–Belmopan (podlega metropolii Kingston)

## Domnikana

### Metropolia Santo Domingo
- Archidiecezja Santo Domingo
  - Diecezja Baní
  - Diecezja Barahona
  - Diecezja Nuestra Señora de la Altagracia en Higüey
  - Diecezja San Juan de la Maguana
  - Diecezja San Pedro de Macorís

### Metropolia Santiago de los Caballeros
- Archidiecezja Santiago de los Caballeros
  - Diecezja La Vega
  - Diecezja Mao-Monte Cristi
  - Diecezja Puerto Plata
  - Diecezja San Francisco de Macorís

### Diecezje podległe bezpośrednio doRzymu
- Ordynariat Polowy Dominikany

## Gwatemala

### Metropolia Santiago de Guatemala
- Archidiecezja Santiago de Guatemala
  - Diecezja Escuintla
  - Diecezja Jalapa
  - Diecezja św. Franciszka z Asyżu w Jutiapa
  - Diecezja Santa Rosa de Lima
  - Diecezja Vera Paz
  - Diecezja Zacapa y Santo Cristo de Esquipulas

### Metropolia Los Altos Quetzaltenango–Totonicapán
- Archidiecezja Los Altos Quetzaltenango–Totonicapán
  - Diecezja Huehuetenango
  - Diecezja Quiché
  - Diecezja San Marcos
  - Diecezja Sololá–Chimaltenango
  - Diecezja Suchitepéquez–Retalhuleu

### Diecezje podległe bezpośrednio doRzymu
- wikariat apostolski El Petén
- wikariat apostolski Izabal
- Prałatura terytorialna Santo Cristo de Esquipulas

## Haiti

### Metropolia Cap-Haïtien
- Archidiecezja Cap-Haïtien
  - Diecezja Fort-Liberté
  - Diecezja Hinche
  - Diecezja Les Gonaïves
  - Diecezja Port-de-Paix

### Metropolia Port-au-Prince
- Archidiecezja Port-au-Prince
  - Diecezja Anse-à-Veau and Miragoâne
  - Diecezja Jacmel
  - Diecezja Jérémie
  - Diecezja Les Cayes

## Honduras

### Metropolia Tegucigalpa
- Archidiecezja Tegucigalpa
  - Diecezja Choluteca
  - Diecezja Comayagua
  - Diecezja Gracias
  - Diecezja Juticalpa
  - Diecezja La Ceiba
  - Diecezja San Pedro Sula
  - Diecezja Santa Rosa de Copán
  - Diecezja Trujillo
  - Diecezja Yoro

## Kanada

### Kościół katolicki obrządku łacińskiego

#### Metropolia Edmonton
- Archidiecezja Edmonton
  - Diecezja Calgary
  - Diecezja Saint Paul

#### Metropolia Gatineau
- Archidiecezja Gatineau
  - Diecezja Amos
  - Diecezja Rouyn-Noranda

#### Metropolia Grouard-McLennan
- Archidiecezja Grouard-McLennan
  - Diecezja MacKenzie-Fort Smith
  - Diecezja Whitehorse

#### Metropolia Halifax-Yarmouth
- Archidiecezja Halifax-Yarmouth
  - Diecezja Antigonish
  - Diecezja Charlottetown

#### Metropolia Keewatin-Le Pas
- Archidiecezja Keewatin-Le Pas
  - Diecezja Churchill-Zatoka Hudsona

#### Metropolia Kingston
- Archidiecezja Kingston
  - Diecezja Peterborough
  - Diecezja Sault Sainte Marie

#### Metropolia Moncton
- Archidiecezja Moncton
  - Diecezja Bathurst
  - Diecezja Edmundston
  - Diecezja Saint John

#### Metropolia Montrealu
- Archidiecezja Montrealu
  - Diecezja Joliette
  - Diecezja Saint-Jean-Longueuil
  - Diecezja Saint-Jérôme-Mont-Laurier
  - Diecezja Valleyfield

#### Metropolia Ottawa-Cornwall
- Archidiecezja Ottawa-Cornwall
  - Diecezja Hearst–Moosonee
  - Diecezja Pembroke
  - Diecezja Timmins

#### Metropolia Quebecu
- Archidiecezja Quebecu[1]
  - Diecezja Chicoutimi
  - Diecezja Sainte-Anne-de-la-Pocatière
  - Diecezja Trois Rivières

#### Metropolia Regina
- Archidiecezja Regina
  - Diecezja Prince Albert
  - Diecezja Saskatoon

#### Metropolia Rimouski
- Archidiecezja Rimouski
  - Diecezja Baie-Comeau
  - Diecezja Gaspé

#### Metropolia Saint Boniface
- Archidiecezja Saint Boniface

#### Metropolia Saint John’s
- Archidiecezja Saint John’s
  - Diecezja Corner Brook i Labrador
  - Diecezja Grand Falls

#### Metropolia Sherbrooke
- Archidiecezja Sherbrooke
  - Diecezja Nicolet
  - Diecezja Saint-Hyacinthe

#### Metropolia Toronto
- Archidiecezja Toronto
  - Diecezja Hamilton
  - Diecezja London
  - Diecezja Saint Catharines
  - Diecezja Thunder Bay

#### Metropolia Vancouver
- Archidiecezja Vancouver
  - Diecezja Kamloops
  - Diecezja Nelson
  - Diecezja Prince George
  - Diecezja Victoria

#### Diecezje podległebezpośrednioStolicy Apostolskiej
- Ordynariat Polowy Kanady
- Archidiecezja Winnipeg
- Ordynariat Personalny Katedry Świętego Piotra (siedziba w Stanach Zjednoczonych)

### Kościół katolicki obrządku bizantyjsko-ukraińskiego

#### Metropolia Winnipeg
- Archieparchia Winnipeg
  - Eparchia Edmonton
  - Eparchia Saskatoon
  - Eparchia Toronto
  - Eparchia New Westminster

### Kościół chaldejski
- Eparchia Mar Addai w Toronto

### Kościół maronicki
- Diecezja św. Marona w Montrealu[2]

### Kościół melchicki
- Diecezja Świętego Zbawiciela w Montrealu[3]

### Kościół katolicki obrządku ormiańskiego
- Eparchia Pani z Nareku w Glendale[4] (siedziba w Stanach Zjednoczonych)

### Kościół katolicki obrządku bizantyjsko-rusińskiego
- Egzarchat apostolski świętych Cyryla i Metodego w Toronto[5]

### Kościół katolicki obrządku syryjskiego
- Egzarchat apostolski Kanady

### Syromalabarski Kościół katolicki
- Eparchia Mississaugi

### Syromalankarski Kościół katolicki
- Eparchia Najświętszej Maryi, Królowej Pokoju, w Stanach Zjednoczonych i Kanadzie (siedziba w Stanach Zjednoczonych)

## Karaiby

### Metropolia Castries
- Archidiecezja Castries (St Lucia)
- Diecezja Roseau (Dominika)
- Diecezja Saint George’s na Grenadzie (Grenada)
- Diecezja Saint John’s – Basseterre (Antigua i Barbuda, St Kitts i Nevis)

### Metropolia Martyniki
- Archidiecezja Fort-de-France (Martynika)
- Diecezja Basse-Terre (Gwadelupa)
- Diecezja Kajenna (Gujana Francuska w Ameryce Południowej)

### Metropolia Nassau
1. Archidiecezja Nassau (Bahamy)
2. Diecezja Hamilton na Bermudach (Bermudy)
3. Misja „sui iuris” Turks i Caicos (Turks i Caicos)

### Metropolia Port of Spain
- Archidiecezja Port of Spain (Trynidad i Tobago)
- Diecezja Bridgetown (Barbados)
- Diecezja Georgetown (Gujana w Ameryce Południowej)
- Diecezja Paramaribo (Surinam w Ameryce Południowej)
- Diecezja Willemstad (dawne Antyle Holenderskie)
- Diecezja Kingstown (Saint Vincent i Grenandyny)

## Kostaryka

### Metropolia San José de Costa Rica
- Archidiecezja San José de Costa Rica
  - Diecezja Alajuela
  - diecezja Cartago
  - Diecezja Ciudad Quesada
  - Diecezja Limón
  - Diecezja Puntarenas
  - Diecezja San Isidro de El General
  - Diecezja Tilarán-Liberia

## Kuba

### Metropolia San Cristobal de la Habana
- Archidiecezja San Cristobal de la Habana
  - Diecezja Matanzas
  - Diecezja Pinar del Rio

### Metropolia Santiago de Cuba
- Archidiecezja Santiago de Cuba
  - Diecezja Guantánamo-Baracoa
  - Diecezja Holguín
  - Diecezja Santisimo Salvador de Bayamo y Manzanillo

### Metropolia Camagüey
- Archidiecezja Camagüey
  - Diecezja Ciego de Avila
  - Diecezja Cienfuegos
  - Diecezja Santa Clara

## Jamajka

### Metropolia Kingston na Jamajce[6]
- Archidiecezja Kingston na Jamajce
  - Diecezja Mandeville
  - Diecezja Montego Bay

## Meksyk

### Kościół katolicki obrządku łacińskiego

#### Metropolia Acapulco
- Archidiecezja Acapulco
  - Diecezja Chilpancingo-Chilapa
  - Diecezja Ciudad Altamirano
  - Diecezja Tlapa

#### Metropolia Antequera (Oaxaca)
- Archidiecezja Antequera (Oaxaca)
  - Diecezja Puerto Escondido
  - Diecezja Tehuantepec
  - Diecezja Tuxtepec
    - Prałatura Terytorialna Huautla
    - Prałatura Terytorialna Mixes

#### Metropolia Chihuahua
- Archidiecezja Chihuahua
  - Diecezja Ciudad Juárez
  - Diecezja Cuauhtémoc-Madera
  - Diecezja Nuevo Casas Grandes
  - Diecezja Parral
  - Diecezja Tarahumara

#### Metropolia Durango
- Archidiecezja Durango
  - Diecezja Gómez Palacio
  - Diecezja Torreón
  - Diecezja Mazatlán
    - Prałatura Terytorialna El Salto

#### Metropolia Guadalajary
- Archidiecezja Guadalajary
  - Diecezja Aguascalientes
  - Diecezja Autlán
  - Diecezja Ciudad Guzmán
  - Diecezja Colima
  - Diecezja San Juan de los Lagos
  - Diecezja Tepic
    - Prałatura Terytorialna Jesús María del Nayar

#### Metropolia Hermosillo
- Archidiecezja Hermosillo
  - Diecezja Ciudad Obregón
  - Diecezja Culiacán
  - Diecezja Nogales

#### Metropolia Jalapa
- Archidiecezja Jalapa
  - Diecezja Coatzacoalcos
  - Diecezja Córdoba
  - Diecezja Orizaba
  - Diecezja Papantla
  - Diecezja San Andrés Tuxtla
  - Diecezja Tuxpan
  - Diecezja Veracruz

#### Metropolia León
- Archidiecezja León
  - Diecezja Celaya
  - Diecezja Irapuato
  - Diecezja Querétaro

#### Metropolia Meksyku
- Archidiecezja Meksyku[7]
  - Diecezja Azcapotzalco
  - Diecezja Iztapalapa
  - Diecezja Xochimilco

#### Metropolia Monterrey
- Archidiecezja Monterrey
  - Diecezja Ciudad Victoria
  - Diecezja Linares
  - Diecezja Matamoros
  - Diecezja Nuevo Laredo
  - Diecezja Piedras Negras
  - Diecezja Saltillo
  - Diecezja Tampico

#### Metropolia Morelia
- Archidiecezja Morelia
  - Diecezja Apatzingán
  - Diecezja Ciudad Lázaro Cárdenas
  - Diecezja Tacámbaro
  - Diecezja Zamora

#### Metropolia Puebla de los Angeles
- Archidiecezja Puebla de los Angeles
  - Diecezja Huajuapan de León
  - Diecezja Tehuacán
  - Diecezja Tlaxcala

#### Metropolia San Luis Potosí
- Archidiecezja San Luis Potosí
  - Diecezja Ciudad Valles
  - Diecezja Matehuala
  - Diecezja Zacatecas

#### Metropolia Tijuana
- Archidiecezja Tijuana
  - Diecezja Ensenada
  - Diecezja La Paz en la Baja California Sur
  - Diecezja Mexicali

#### Metropolia Tlalnepantla
- Archidiecezja Tlalnepantla
  - Diecezja Cuautitlán
  - Diecezja Ecatepec
  - Diecezja Izcalli
  - Diecezja Netzahualcóyotl
  - Diecezja Teotihuacan
  - Diecezja Texcoco
  - Diecezja Valle de Chalco

#### Metropolia Toluca
- Archidiecezja Toluca
  - Diecezja Atlacomulco
  - Diecezja Cuernavaca
  - Diecezja Tenancingo

#### Metropolia Tulancingo
- Archidiecezja Tulancingo
  - Diecezja Huejutla
  - Diecezja Tula

#### Metropolia Tuxtla Gutiérrez
- Archidiecezja Tuxtla Gutiérrez
  - Diecezja San Cristóbal de Las Casas
  - Diecezja Tapachula

#### Metropolia Jukatanu
- Archidiecezja Jukatanu
  - Diecezja Campeche
  - Diecezja Tabasco
  - Diecezja Cancún-Chetumal

### Kościół katolicki obrządku ormiańskiego
- Egzarchat apostolski Ameryki Łacińskiej i Meksyku (podlega bezpośrednio patriarsze)

### Kościół maronicki
- Diecezja Nuestra Señora de los Mártires del Líbano en México (podlega bezpośrednio patriarsze)

### Kościół melchicki
- Diecezja Nuestra Señora del Paraíso en México (podlega bezpośrednio patriarsze)

## Nikaragua

### Metropolia Managua
- Archidiecezja Managua
  - Diecezja Bluefields
  - Diecezja Esteli
  - Diecezja Granada
  - Diecezja Jinotega
  - Diecezja Juigalpa
  - Diecezja León en Nicaragua
  - Diecezja Matagalpa
  - Diecezja Siuna

## Panama

### Metropolia panamska
- Archidiecezja panamska
  - Diecezja Chitré
  - Diecezja Colón-Kuna Yala
  - Diecezja David
  - Diecezja Penonomé
  - Diecezja Santiago de Veraguas
  - Prałatura terytorialna Bocas del Toro

### Diecezje podległe bezpośrednio doRzymu
- wikariat apostolski Darién

## Portoryko

### Metropolia San Juan de Puerto Rico
- Archidiecezja San Juan de Puerto Rico
  - Diecezja Arecibo
  - Diecezja Caguas
  - Diecezja Fajardo–Humacao
  - Diecezja Mayagüez
  - Diecezja Ponce

## Salwador

### Metropolia San Salvador
- Archidiecezja San Salvador
  - Diecezja Chalatenango
  - Diecezja San Miguel
  - Diecezja San Vicente
  - Diecezja Santa Ana
  - Diecezja Santiago de María
  - Diecezja Sonsonate
  - Diecezja Zacatecoluca

### Diecezje podległe bezpośrednio doRzymu
- Ordynariat Polowy Salwadoru

## Stany Zjednoczone

### Kościół rzymskokatolicki

#### Metropolia Anchorage-Juneau
Metropolia jest częścią regionu XII (AK, ID, MT, OR, WA) i obejmuje w całości stan Alaska.
- Archidiecezja Anchorage-Juneau,
- Diecezja Fairbanks.

#### Metropolia Atlanty
Metropolia jest częścią regionu XIV (FL, GA, NC, SC) i obejmuje w całości stany Georgia, Karolina Północna i Karolina Południowa.
- Archidiecezja Atlanty,
- Diecezja Charleston,
- Diecezja Charlotte,
- Diecezja Raleigh,
- Diecezja Savannah.

#### Metropolia Baltimore
Metropolia jest częścią regionu IV (DC, DE, MD, VA, VI, WV) i obejmuje w całości stany Delaware, Wirginia, Wirginia Zachodnia oraz część stanu Maryland.
- Archidiecezja Baltimore,
- Diecezja Arlingtonu,
- Diecezja Richmond,
- Diecezja Wheeling-Charleston,
- Diecezja Wilmington.

#### Metropolia Bostonu

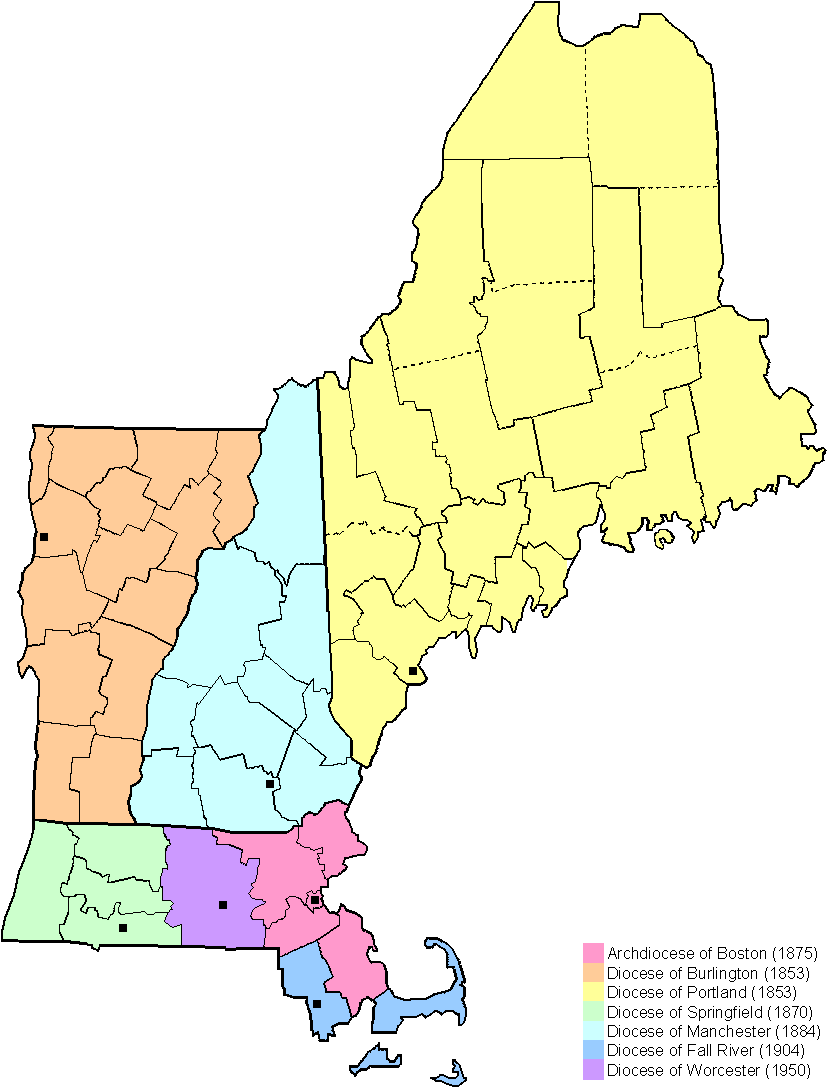
Podział terytorialny Archidiecezji Boston

Metropolia jest częścią regionu I (CT, MA, ME, NH, RI, VT) i obejmuje w całości stany Maine, Massachusetts, New Hampshire i Vermont.
- Archidiecezja Bostonu,
- Diecezja Burlington,
- Diecezja Fall River,
- Diecezja Manchester,
- Diecezja Portlandu,
- Diecezja Springfield w Massachusetts,
- Diecezja Worcester.

#### Metropolia Chicago

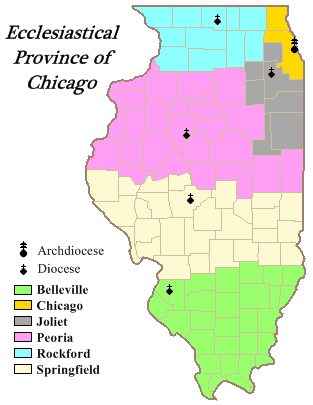
Prowincja Chicago

Metropolia częścią regionu VII (IL, IN, WI) i obejmuje w całości stan Illinois.
- Archidiecezja Chicago,
- Diecezja Belleville,
- Diecezja Joliet w Illinois,
- Diecezja Peoria,
- Diecezja Rockford,
- Diecezja Springfield w Illinois.

#### Metropolia Cincinnati

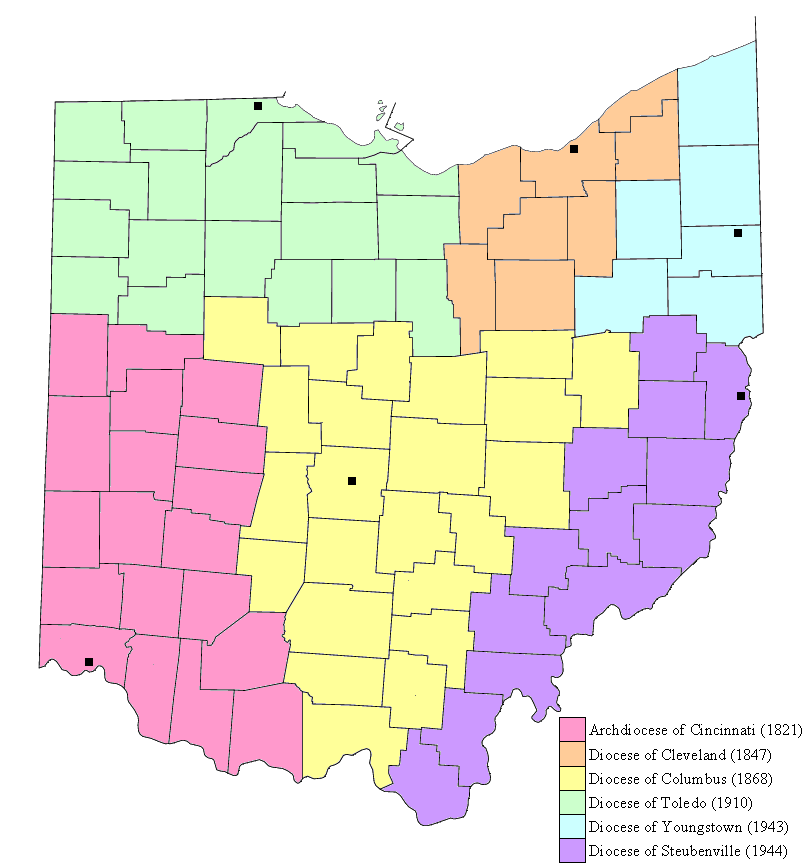
Metropolia Cincinnati

Metropolia jest częścią regionu VI (OH, MI) i obejmuje w całości stan Ohio.
- Archidiecezja Cincinnati,
- Diecezja Cleveland,
- Diecezja Columbus,
- Diecezja Steubenville,
- Diecezja Toledo,
- Diecezja Youngstown.

#### Metropolia Denver
Metropolia jest częścią regionu XIII (AZ, CO, NM, WY) i obejmuje w całości stany Kolorado i Wyoming.
- Archidiecezja Denver,
- Diecezja Cheyenne,
- Diecezja Colorado Springs,
- Diecezja Pueblo.

#### Metropolia Detroit

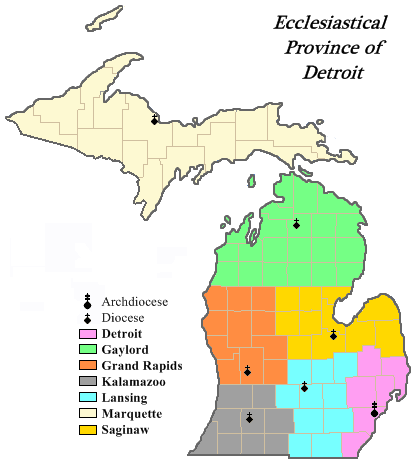
Prowincja Detroit

Metropolia jest częścią regionu VI (OH, MI) i obejmuje w całości stan Michigan.
- Archidiecezja Detroit,
- Diecezja Gaylord,
- Diecezja Grand Rapids,
- Diecezja Kalamazoo,
- Diecezja Lansing,
- Diecezja Marquette,
- Diecezja Saginaw.

#### Metropolia Dubuque
Metropolia jest częścią regionu IX (IA, KS, MO, NE) i obejmuje w całości stan Iowa.
- Archidiecezja Dubuque,
- Diecezja Davenport,
- Diecezja Des Moines,
- Diecezja Sioux City.

#### Metropolia Filadelfii

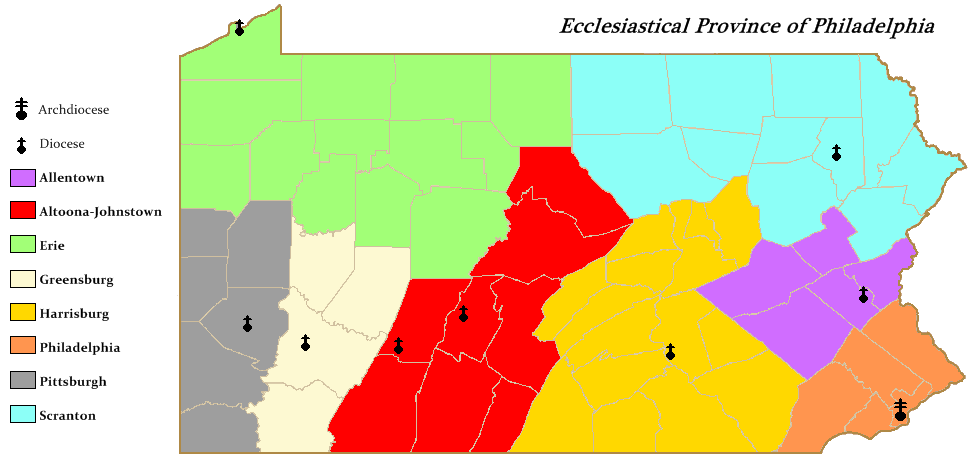
Prowincja Filadelfia

Metropolia jest częścią regionu III (NJ, PA) i obejmuje w całości stan Pensylwania.
- Archidiecezja Filadelfii,
- Diecezja Allentown,
- Diecezja Altoona-Johnstown,
- Diecezja Erie,
- Diecezja Greensburg,
- Diecezja Harrisburg,
- Diecezja Pittsburgh,
- Diecezja Scranton.

#### Metropolia Galveston-Houston
Metropolia jest częścią regionu X (AR, OK, TX) i obejmuje wschodnią część stanu Teksas.
- Archidiecezja Galveston-Houston,
- Diecezja Austin,
- Diecezja Beaumont,
- Diecezja Brownsville,
- Diecezja Corpus Christi,
- Diecezja Tyler,
- Diecezja Victoria w Teksasie.

#### Metropolia Hartford
Metropolia jest częścią regionu I (CT, MA, ME, NH, RI, VT) i obejmuje w całości stany Connecticut i Rhode Island.
- Archidiecezja Hartford,
- Diecezja Bridgeport,
- Diecezja Norwich,
- Diecezja Providence.

#### Metropolia Indianapolis
Metropolia częścią regionu VII (IL, IN, WI) i obejmuje w całości stan Indiana.
- Archidiecezja Indianapolis,
- Diecezja Evansville,
- Diecezja Fort Wayne-South Bend,
- Diecezja Gary,
- Diecezja Lafayette w Indianie.

#### Metropolia Kansas City
Metropolia jest częścią regionu IX (IA, KS, MO, NE) i obejmuje w całości stan Kansas.
- Archidiecezja Kansas City w Kansas,
- Diecezja Dodge City,
- Diecezja Salina,
- Diecezja Wichita.

#### Metropolia Los Angeles
Metropolia jest częścią regionu XI (CA, HI, NV) i obejmuje środkową i południową część stanu Kalifornia.
- Archidiecezja Los Angeles,
- Diecezja Fresno,
- Diecezja Monterey,
- Diecezja Orange w Kalifornii,
- Diecezja San Bernardino,
- Diecezja San Diego.

#### Metropolia Louisville
Metropolia jest częścią regionu V (AL, KY, LA, MS, TN) i obejmuje w całości stany Kentucky i Tennessee.
- Archidiecezja Louisville,
- Diecezja Covington,
- Diecezja Knoxville,
- Diecezja Lexington,
- Diecezja Memphis,
- Diecezja Nashville,
- Diecezja Owensboro.

#### Metropolia Miami
Metropolia jest częścią regionu XIV (FL, GA, NC, SC) i obejmuje w całości stan Floryda.
- Archidiecezja Miami,
- Diecezja Orlando,
- Diecezja Palm Beach,
- Diecezja Pensacola-Tallahassee,
- Diecezja St. Augustine,
- Diecezja St. Petersburg,
- Diecezja Venice.

#### Metropolia Milwaukee

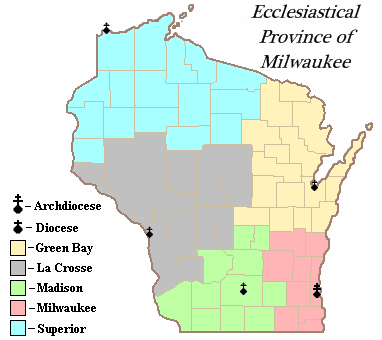
Prowincja Milwaukee

Metropolia częścią regionu VII (IL, IN, WI) i obejmuje w całości stan Wisconsin.
- Archidiecezja Milwaukee,
- Diecezja Green Bay,
- Diecezja La Crosse,
- Diecezja Madison,
- Diecezja Superior.

#### Metropolia Mobile
Metropolia jest częścią regionu V (AL, KY, LA, MS, TN) i obejmuje w całości stany Alabama i Missisipi.
- Archidiecezja Mobile,
- Diecezja Biloxi,
- Diecezja Birmingham w Alabamie,
- Diecezja Jackson.

#### Metropolia Nowego Orleanu
Metropolia jest częścią regionu V (AL, KY, LA, MS, TN) i obejmuje w całości stan Luizjana.
- Archidiecezja Nowego Orleanu,
- Diecezja Alexandrii,
- Diecezja Baton Rouge,
- Diecezja Houmy-Thibodaux,
- Diecezja Lafayette,
- Diecezja Lake Charles,
- Diecezja Shreveport.

#### Metropolia Nowego Jorku
Metropolia jest regionem II (NY) i obejmuje w całości stan Nowy Jork.
- Archidiecezja Nowego Jorku,
- Diecezja Albany,
- Diecezja Brooklyn,
- Diecezja Buffalo,
- Diecezja Ogdensburga,
- Diecezja Rochester,
- Diecezja Rockville Centre,
- Diecezja Syracuse.

#### Metropolia Newark
Metropolia jest częścią regionu III (NJ, PA) i obejmuje w całości stan New Jersey.
- Archidiecezja Newark,
- Diecezja Camden,
- Diecezja Metuchen,
- Diecezja Paterson,
- Diecezja Trenton.

#### Metropolia Oklahoma City
Metropolia jest częścią regionu X (AR, OK, TX) i obejmuje w całości stany Arkansas i Oklahoma.
- Archidiecezja Oklahoma City,
- Diecezja Little Rock,
- Diecezja Tulsa.

#### Metropolia Omaha
Metropolia jest częścią regionu IX (IA, KS, MO, NE) i obejmuje w całości stan Nebraska.
- Archidiecezja Omaha,
- Diecezja Grand Island,
- Diecezja Lincoln.

#### Metropolia Portlandu
Metropolia jest częścią regionu XII (AK, ID, MT, OR, WA) i obejmuje w całości stany Idaho, Montana i Oregon.
- Archidiecezja Portlandu,
- Diecezja Baker,
- Diecezja Boise City,
- Diecezja Great Falls-Billings,
- Diecezja Heleny.

#### Metropolia St. Louis
Metropolia jest częścią regionu IX (IA, KS, MO, NE) i obejmuje w całości stan Missouri.
- Archidiecezja St. Louis,
- Diecezja Jefferson City,
- Diecezja Kansas City-Saint Joseph,
- Diecezja Springfield-Cape Girardeau.

#### Metropolia Saint Paul and Minneapolis
Metropolia jest częścią regionu VIII (MN, ND, SD) i obejmuje w całości stany Minnesota, Dakota Północna i Dakota Południowa.
- Archidiecezja Saint Paul i Minneapolis,
- Diecezja Bismarck,
- Diecezja Crookston,
- Diecezja Duluth,
- Diecezja Fargo,
- Diecezja New Ulm,
- Diecezja Rapid City,
- Diecezja Saint Cloud,
- Diecezja Sioux Falls,
- Diecezja Winona.

#### Metropolia San Antonio
Metropolia jest częścią regionu X (AR, OK, TX) i obejmuje zachodnią część stanu Teksas.
- Archidiecezja San Antonio,
- Diecezja Amarillo,
- Diecezja Dallas,
- Diecezja El Paso,
- Diecezja Fort Worth,
- Diecezja Laredo,
- Diecezja Lubbock,
- Diecezja San Angelo.

#### Metropolia San Francisco
Metropolia jest częścią regionu XI (CA, HI, NV)i obejmuje północną część stanu Kalifornia oraz stany Hawaje, Nevada i Utah.
- Archidiecezja San Francisco,
- Diecezja Honolulu,
- Diecezja Las Vegas,
- Diecezja Oakland,
- Diecezja Reno,
- Diecezja Sacramento,
- Diecezja Salt Lake City,
- Diecezja San Jose w Kalifornii,
- Diecezja Santa Rosa w Kalifornii,
- Diecezja Stockton.

#### Metropolia Santa Fe
Metropolia jest częścią regionu XIII (AZ, CO, NM, WY) i obejmuje w całości stany Arizona i Nowy Meksyk.
- Archidiecezja Santa Fe,
- Diecezja Gallup,
- Diecezja Las Cruces,
- Diecezja Phoenix,
- Diecezja Tucson.

#### Metropolia Seattle
Metropolia jest częścią regionu XII (AK, ID, MT, OR, WA) i obejmuje w całości stan Waszyngton.
- Archidiecezja Seattle,
- Diecezja Spokane,
- Diecezja Yakima.

#### Metropolia waszyngtońska
Metropolia jest częścią regionu IV (DC, DE, MD, VA, VI, WV) i obejmuje część stanu Maryland, stolicę USA – Waszyngton oraz Wyspy Dziewicze Stanów Zjednoczonych.
- Archidiecezja waszyngtońska,
- Diecezja Saint Thomas.

### Archidiecezja Wojskowa
- Archidiecezja Wojskowa Stanów Zjednoczonych Ameryki.

### Diecezje podległe bezpośrednio doRzymu
- Ordynariat Personalny Katedry Świętego Piotra

### Kościół katolicki obrządku bizantyjsko-rusińskiego

#### Metropolia Pittsburgha
Metropolia jest częścią regionu XV (obrządek wschodni).
- Archieparchia Pittsburgha,
- Eparchia Parma,
- Eparchia Passaic,
- Eparchia Van Nuys,

### Kościół katolicki obrządku bizantyjsko-ukraińskiego

#### Metropolia Filadelfii
Metropolia jest częścią regionu XV (obrządek wschodni).
- Archieparchia Filadelfii,
- Eparchia św. Jozafata w Parmie,
- Eparchia św. Mikołaja w Chicago,
- Eparchia Stamford,

### Kościół maronicki
- Eparchia Świętego Marona w Brooklynie
- Eparchia Matki Boskiej Libańskiej w Los Angeles

### Kościół melchicki
- Eparchia Newton

### Kościół chaldejski
- Eparchia św. Tomasza Apostoła w Detroit
- Eparchia św. Piotra Apostoła w San Diego

### Kościół rumuński
- Eparchia św. Jerzego w Canton

### Kościół ormiański
- Eparchia Pani z Nareku w Glendale

### Kościół syro-malabarski
- Eparchia Świętego Tomasza Apostoła w Chicago

### Kościół syro-malankarski
- Eparchia Najświętszej Maryi, Królowej Pokoju, w Stanach Zjednoczonych i Kanadzie

### Kościół katolicki obrządku syryjskiego
- Eparchia Naszej Pani Oswobodzicielki w Newark